# 普亚克
普亚克（法語：Pouillac，法語發音：[pujak]）是法国滨海夏朗德省的一个市镇，位于该省东南部，属于容扎克区。

## 地理
普亚克（45°16'8"N, 0°15'4"W）面积4.59 平方千米，位于法国新阿基坦大区滨海夏朗德省，该省份为法国西部滨海省份，北起旺代省，西临大西洋，南至吉倫特省，东南接多爾多涅省，东北接德塞夫勒省接壤，东临夏朗德省。
与普亚克接壤的市镇（或旧市镇、城区）包括：沙特内、谢普尼耶、舍旺索、蒙略拉加德、圣科隆布、圣帕莱-德内格里尼亚克。

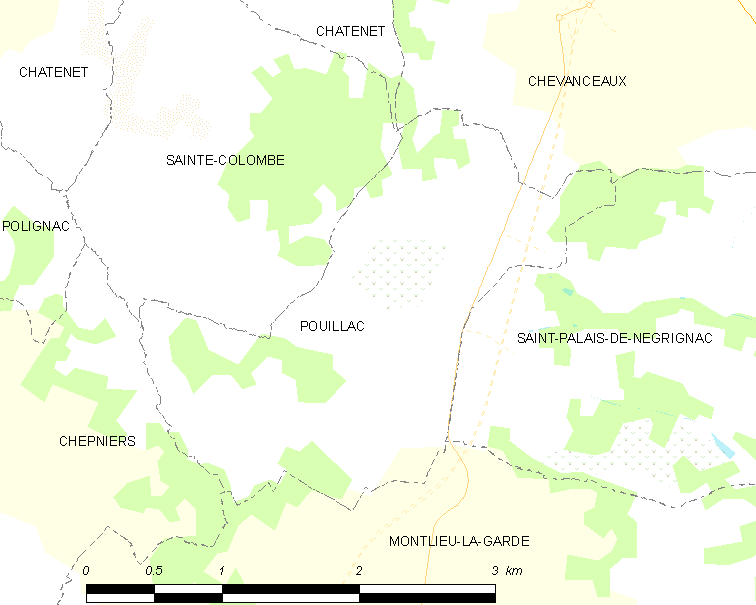
普亚克的OSM定位图

普亚克的时区为UTC+01:00、UTC+02:00（夏令时）。

## 行政
普亚克的邮政编码为17210，INSEE市镇编码为17287。

## 政治
普亚克所属的省级选区为三山县。

## 人口

1962-2008年间普亚克人口变化图示

普亚克于2022年1月1日时的人口数量为288人。